# Małgorzata Lorentowicz
Janina Małgorzata Lorentowicz-Janczar (z domu Damięcka; ur. 8 stycznia 1927 w Warszawie, zm. 8 maja 2005 tamże) – polska aktorka filmowa, teatralna, radiowa i telewizyjna, obsadzana w rolach wytwornych dam z towarzystwa, sanitariuszka AK podczas powstania warszawskiego.

## Życiorys

### Wczesne lata
Urodziła się w Warszawie w rodzinie rzymskokatolickiej jako córka Zofii Damięckiej (z domu Grzybowska) i Czesława Antoniego Damięckiego. Od 1942 w Armii Krajowej, była sanitariuszką w powstaniu warszawskim w zgrupowaniu „Kryska”. Nosiła wtedy pseudonim „Duda”.
O występowaniu na scenie marzyła od dzieciństwa. Podczas II wojny światowej studiowała na wydziale humanistycznym. Dopiero po wojnie postanowiła związać swoją przyszłość z aktorstwem i w 1951 ukończyła studia na PWST w Warszawie.

### Kariera
W 1950 zadebiutowała na scenie Teatru Polskiego w Szczecinie w sztuce Krzysztofa Gruszczyńskiego Dobry człowiek w reżyserii Jerzego Uklei. W latach 1951–1952 występowała w Teatrze Ateneum w Warszawie w roli Jeanne Barbier i młodszej damy w przedstawieniu Lwa Sławina Interwencja w reż. Ludwika René. W latach 1952–1955 związała się z Teatrem Polskim we Wrocławiu, gdzie grała Katarinę Bragadini w Angelo tyranie Padwy Wiktora Hugo w reż. Wilama Horzycy (1952), Madeleine Arifon w Procesie Krystyny Berwińskiej w reż. Jakuba Rotbauma (1952), Dianę w Faryzeuszach i grzesznikach Jerzego Pomianowskiego i Małgorzaty Wolin w reż. Czesława Staszewskiego (1952), Lidię w Chirurgu Aleksandra Korniejczuka w reż. Szymona Szurmieja (1953), Elwirę w Mężu i żonie Aleksandra Fredry w reż. Czesława Staszewskiego (1953), Zofię Aleksandrowną w Cieniach Michaiła Sałtykowa-Szczedrina w reż. Romana Sykały, Józefinę w Znakach wolności Romana Brandstaettera w reż. Wilama Horzycy (1953), Lizetę w Igraszkach trafu i miłości Pierre’a de Marivaux w reż. Leoni Jabłonkówny (1954) i Sondrę Finchley w Tragedii amerykańskiej Nikołaja Bazylewskiego w reż. Jakuba Rotbauma (1955).
W 1955 powróciła do Warszawy, gdzie otrzymała angaż w Teatrze Młodej Warszawy (później Teatr Rozmaitości, dziś Teatr Studio). Jak wspominał Witold Sadowy, do stolicy ściągnął ją przyjaciel – ówczesny dyrektor teatru Stanisław Bugajski, u którego występowała tu jako Maritana w Don Cezar de Bazan Adolphe’a Philippe’a d’Ennery i Philippe’a Francois Pinela Dumanoir (1956), Ewa w Ostatniej nocy Zdzisława Skowrońskiego i Helena w Odprawie posłów greckich Jana Kochanowskiego (1956). W Teatrze Młodej Warszawy grała też Annę w Warszawiance Stanisława Wyspiańskiego w reż. Janusza Strachockiego (1957), Annę Prott w Diable na plebanii Agathy Christie w reż. Jana Kulczyńskiego (1957) i Muszkę w Skizie Gabrieli Zapolskiej w reż. Władysława Sheybala (1957) z Ireną Eichlerówną, z którą się przyjaźniła aż do śmierci. Pracowała potem w Teatrze Narodowym w Warszawie (1957–1960 i 1968–1988) i Teatrze Powszechnym w Warszawie (1960–1968).
W trakcie swojej kariery wzięła udział w licznych audycjach radiowych, ponad 30 serialach i filmach. Jej najbardziej znane role z seriali i filmów to: Nikodem Dyzma (1956), Wojna domowa (1966), Stawka większa niż życie (1968), Wesele (1972), W labiryncie (1988-1990), Kogel-mogel (1988) i Galimatias, czyli kogel-mogel II (1989).
Była odznaczona m.in. Krzyżem Kawalerskim Orderu Odrodzenia Polski, Krzyżem Walecznych, Warszawskim Krzyżem Powstańczym. Otrzymała także złotą odznakę honorową za zasługi dla Warszawy.

## Życie prywatne

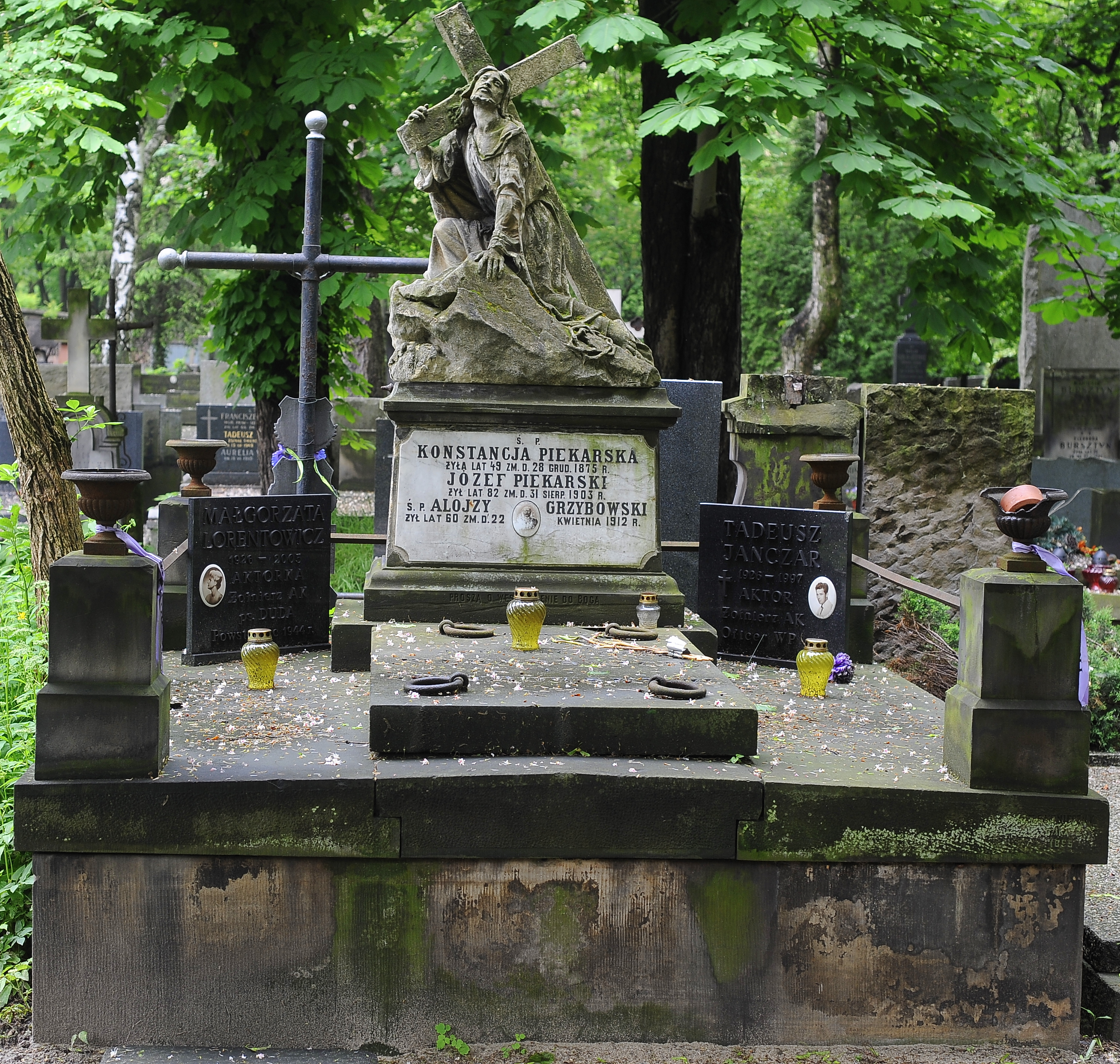
Grób Małgorzaty Lorentowicz i Tadeusza Janczara na cmentarzu Powązkowskim w Warszawie

Była dwukrotnie zamężna. Jej pierwszy mąż, Lech Lorentowicz (zm. 21 listopada 1987), był reżyserem m.in. dramatu wojennego Znicz olimpijski (1969) i serialu Trzecia granica (1975). W 1956 poznała swojego drugiego męża Tadeusza Janczara podczas prób do spektaklu Don Cezar de Bazan w Teatrze Młodej Warszawy. Janczar z poprzedniego związku miał syna Krzysztofa (ur. 1950). Lorentowicz i Janczar wzięli ślub dwa lata po poznaniu. Janczar cierpiał na chorobę afektywną dwubiegunową, przez co w latach 60. i 80. musiał zawiesić karierę aktorską. Aż cztery razy próbował popełnić samobójstwo. Zmarł 31 października 1997. Tuż przed jego śmiercią Lorentowicz i Janczar zawarli ślub kościelny.
Małgorzata Lorentowicz zmarła 8 maja 2005 w Warszawie w wieku 78 lat. Została pochowana na cmentarzu Powązkowskim w Warszawie (kwatera 168-1-20/21).

## Filmografia
- 1954: Pod gwiazdą frygijską – naczelnikowa Wajszycowa
- 1956: Nikodem Dyzma – generałowa Dobicińska
- 1961: Odwiedziny prezydenta – mama Jacka
- 1963: Pamiętnik pani Hanki – Elisabeth Normann, „żona” Renowickiego
- 1966: Wojna domowa – matka Basi
- 1966: Bariera – pani domu
- 1967: Kiedy miłość była zbrodnią – pielęgniarka w mieszkaniu Ingi
- 1968: Tabliczka marzenia – pani z Komitetu Rodzicielskiego w kawiarni
- 1968: Stawka większa niż życie – żona kreisleitera
- 1968: Testament agi – Sára Babocsai (głos, polski dubbing)
- 1968: Wszystko na sprzedaż – uczestniczka bankietu
- 1969: Jak zdobyć pieniądze, kobietę i sławę – nabywczyni psa w samochodzie na podnośniku
- 1969: Do przerwy 0:1 – żona kierowcy
- 1970: Mały – Magda Lewicka, matka Natalii
- 1971: Wiktoryna, czyli czy pan pochodzi z Beauvais? – pani Fersit, uczestniczka obiadu
- 1971: Przez dziewięć mostów – dziedziczka
- 1972: Wesele – Radczyni
- 1973: Brzydkie kaczątko – kierowniczka Łukomska
- 1978: Romans Teresy Hennert – żona generała Chwościka
- 1979: Doktor Murek – Wanda Relska, gospodyni Murka/Franza Klemma
- 1980: Zamach stanu – widz na procesie brzeskim
- 1981: Spokojne lata – Małgorzata, matka Edwarda
- 1985: Lubię nietoperze – ciotka Izy
- 1986: Weryfikacja – pani Maria, właścicielka mieszkania wynajmowanego przez Marka
- 1986: Cudzoziemka – Luiza, ciotka Róży
- 1987: Rajski ptak – pacjentka bioenergoterapeuty
- 1988–1990: W labiryncie – Anna Suchecka, żona profesora
- 1988: Kogel-mogel – Wolańska, babcia Piotrusia
- 1989: Galimatias, czyli kogel-mogel II – Wolańska, babcia Piotrusia
- 1994–1995: Spółka rodzinna – Apolonia Sławska, matka Ali
- 2001: Przeprowadzki – starsza pani Kubicz, matka Eustachego

## Teatr Telewizji
- Lista spektakli